# تامر تونا
تامر تونا (بالتركية: Tamer Tuna)‏ هو لاعب كرة قدم تركي في مركز الهجوم، ولد في 19 أكتوبر 1991 في Bexley ‏ في المملكة المتحدة. لعب مع تشارلتون أثلتيك ونادي وكينغ وويلينج يونايتد.

## وصلات خارجية
- تامر تونا على موقع قاعدة بيانات كرة القدم.إي يو (الإنجليزية)
- تامر تونا على موقع Soccerbase.com (لاعب) (الإنجليزية)